# Invest Sign
Invest Sign est un logiciel de gestion de projet édité par VSI "Viesas verslo konsultaciju centras".
Le programme permet de :
- D'établir et optimiser des montages de financement complexes ;
- Financement de projet ;
- L'analyse des vulnérabilités ;
- La protection contre les risques financiers ;
- Évaluation ;
- Analyse et structuration des informations.

## Logiciels concurrents
- ganttProject
- Open Workbench
- Gnome Planner